# هينريتش هانسن
هينريتش هانسن (بالألمانية: Heinrich Hansen)‏ هو عالم عقيدة ألماني، ولد في 13 أكتوبر 1861، وتوفي في 17 أبريل 1940 في Breklum ‏ في ألمانيا.